# Reptadeonella novissima
Reptadeonella novissima är en mossdjursart som beskrevs av Tilbrook, Hayward och Gordon 200. Reptadeonella novissima ingår i släktet Reptadeonella och familjen Adeonidae. Inga underarter finns listade i Catalogue of Life.